# Trkmanka
Trkmanka (místně též Svodnica) je malá řeka v okresech Hodonín a Břeclav v Jihomoravském kraji. Je to levostranný přítok řeky Dyje dlouhý 41,7 km. Plocha povodí Trkmanky měří 359,0 km². Kdysi řeka Trkmanka napájela Kobylské jezero jedno ze dvou poměrně nedávno zaniklých jezer jižní Moravy. Svého času mohlo jít o největší jezero Českých zemí. Existovalo pravděpodobně od počátku holocénu; ve 30. letech 19. století (v době II. vojenského mapování) bylo vysušeno a přeměněno na ornou půdu pro pěstování cukrové řepy. Postupně se však v důsledku drobných tektonických pohybů a zanášení odvodňující říčky Trkmanky začalo jezero obnovovat a roku 1965 se znovu téměř naplnilo do původního stavu. Následným prohloubením odvodňovacích kanálů a rozsáhlými melioračními pracemi bylo Kobylské jezero natrvalo odvodněno. Do povodí řeky Trkmanky patřilo také čejčské jezero bylo součástí velkých zaniklých slaných jezer jižní Moravy. V oblasti výrazné, převážně tektonicky tvořené deprese. Na břehu bývalého Čejčského jezera se nachází přírodní památka Výchoz. Čejčské jezero odvodňoval Čejčský potok který se v Kobylském jezeře vléval do Trkmanky.

## Průběh toku
Trkmanka pramení ve Ždánickém lese, severozápadně od Ždánic, pod vrchem Radlovec (426 m) a teče přibližně jihozápadním směrem. Protéká pod obcemi Ždánice, Dražůvky, Želetice, Násedlovice, Kobylí, Bořetice, Velké Pavlovice (mikroregion Modré Hory). Nad Kobylím na ní leželo někdejší Kobylské jezero, které bylo před vypuštěním největší jezero v českých zemích. U města Podivín se vlévá zleva do Dyje na jejím 34,5 říčním kilometru.

### Větší přítoky
Největším přítokem Trkmanky, co se délky toku, plochy povodí a vodnosti týče, je Spálený potok. Průměrná hustota říční sítě činí 0,66 km/km². Celkově se v povodí Trkmanky nachází 115 vodních toků v délce do jednoho kilometru a 64 vodních toků v délce 1 až 10 km. Potoky dlouhé 10 až 20 km jsou v povodí celkem tři. V délce 40 až 60 km se v povodí nalézá pouze jeden vodní tok. Je jím samotná řeka Trkmanka.
- Ždánický potok, zleva, ř. km 37,3, délka 2,7 km[4]
- Lovčický potok, zleva, ř. km 35,3, délka 10,1 km[5]
- Nenkovický potok, zleva, ř. km 27,3, délka 4,1 km[6]
- Spálený potok, zprava, ř. km 21,5, délka 19,0 km[7]
- Čejčský potok, zleva, ř. km 21,4, délka 7,4 km[8]
- Němčický potok, zprava, ř. km 14,1, délka 2,5 km[9]
- Bílovický potok, zleva, ř. km 5,7, délka 5,4 km[10]

## Vodní režim

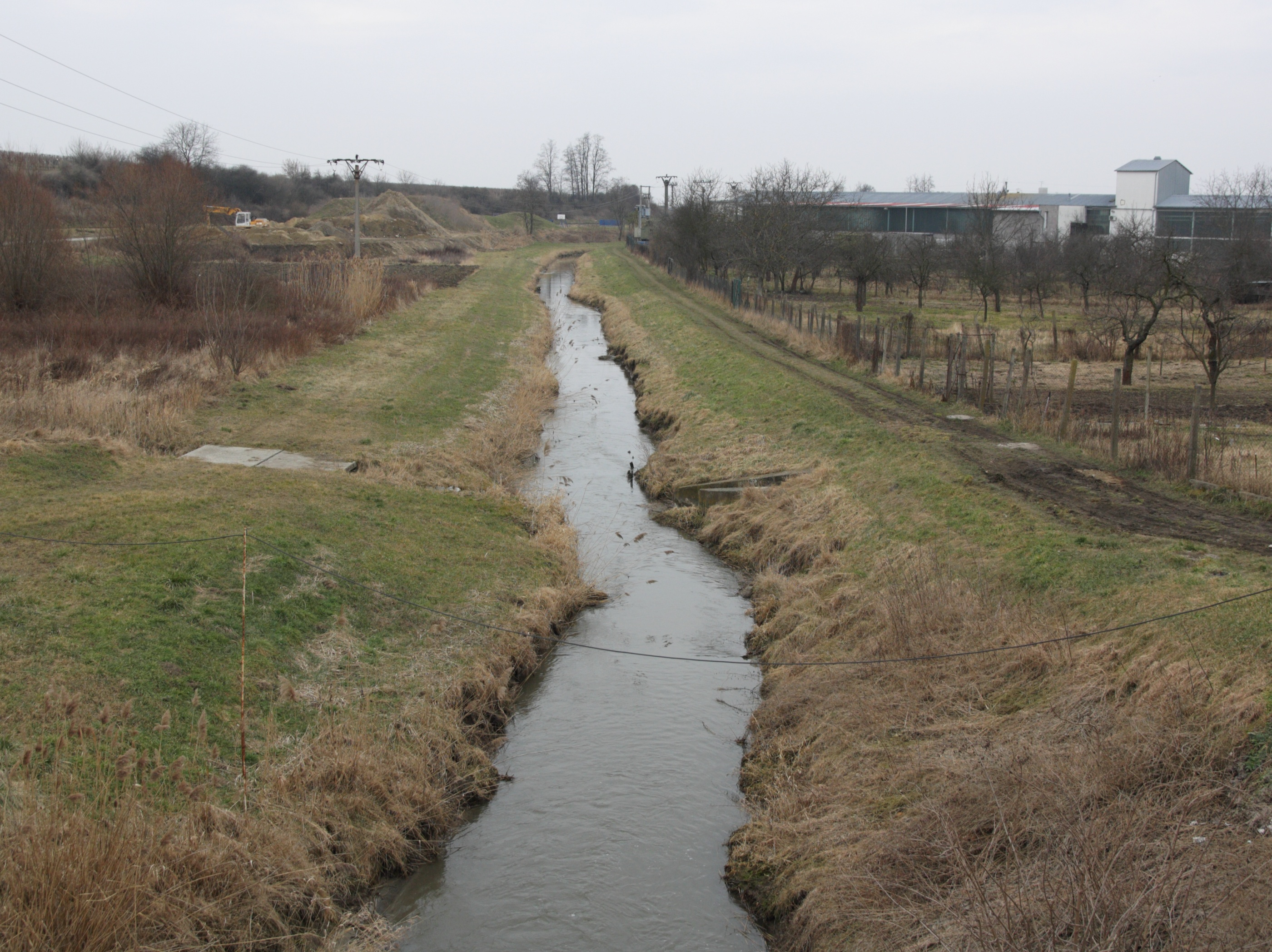
Trkmanka ve Velkých Pavlovicích

Průměrný průtok Trkmanky u ústí činí 0,44 m³/s. Stoletá voda zde dosahuje 57,0 m³/s.
Hlásný profil:
| místo           | říční km | plocha povodí | průměrný průtok (Qa) | stoletá voda (Q100) |
| --------------- | -------- | ------------- | -------------------- | ------------------- |
| Velké Pavlovice | 11,23    | 304,62 km²    | 0,333 m³/s           | 40,5 m³/s           |

N-leté průtoky ve Velkých Pavlovicích:
| N-leté průtoky | Q1  | Q5   | Q10  | Q50  | Q100 |
| -------------- | --- | ---- | ---- | ---- | ---- |
| Q [m³/s]       | 4,1 | 12,4 | 17,4 | 32,4 | 40,5 |